# Saropogon senex
Saropogon senex is een vliegensoort uit de familie van de roofvliegen (Asilidae). De wetenschappelijke naam van de soort is voor het eerst geldig gepubliceerd in 1887 door Osten-Sacken.